# Torald Rein
Torald Rein (ur. 22 października 1968 w Wernigerode) – niemiecki biegacz narciarski, trzykrotny olimpijczyk.

## Osiągnięcia

### Igrzyska olimpijskie
| Miejsce | Dzień     | Rok  | Miejscowość | Konkurencja             | Czas biegu  | Strata       | Zwycięzca     |
| ------- | --------- | ---- | ----------- | ----------------------- | ----------- | ------------ | ------------- |
| 30.     | 10 lutego | 1992 | Albertville | 30 km stylem klasycznym | 1:29:08,5 h | +6:40,7 min  | Vegard Ulvang |
| 29.     | 13 lutego | 1992 | Albertville | 10 km stylem klasycznym | 30:25,1 min | +2:49,1 min  | Vegard Ulvang |
| 21.     | 15 lutego | 1992 | Albertville | 10+15 km pościgowy      | 1:09:24,1 h | +3:46,2 min  | Bjørn Dæhlie  |
| 6.      | 18 lutego | 1992 | Albertville | Sztafeta 4 × 10 km      | 1:43:41,7 h | +4:15,7 min  | Norwegia      |
| 32.     | 17 lutego | 1994 | Lillehammer | 10 km stylem klasycznym | 26:38,7 min | +2:18,6 min  | Bjørn Dæhlie  |
| 38.     | 19 lutego | 1994 | Lillehammer | 10+15 km pościgowy      | 1:06:02,3 h | +5:33,5 min  | Bjørn Dæhlie  |
| 4.      | 22 lutego | 1994 | Lillehammer | Sztafeta 4 × 10 km      | 1:44:26,7 h | +3:11,7 min  | Włochy        |
| 57.     | 9 lutego  | 1998 | Nagano      | 30 km stylem klasycznym | 1:49:06,7 h | +15:10,9 min | Mika Myllylä  |

### Mistrzostwa świata
| Miejsce | Dzień     | Rok  | Miejscowość | Konkurencja             | Czas biegu  | Strata       | Zwycięzca                     |
| ------- | --------- | ---- | ----------- | ----------------------- | ----------- | ------------ | ----------------------------- |
| 38.     | 22 lutego | 1993 | Falun       | 10 km stylem klasycznym | 26:44,1 min | +1:52,5 min  | Sture Sivertsen               |
| 32.     | 24 lutego | 1993 | Falun       | 10+15 km pościgowy      | 1:05:21,0 h | +3:36,0 min  | Bjørn Dæhlie Władimir Smirnow |
| 5.      | 26 lutego | 1993 | Falun       | Sztafeta 4 × 10 km      | 1:46:38,5 h | +2:23,6 min  | Norwegia                      |
| 50.     | 9 marca   | 1995 | Thunder Bay | 30 km stylem klasycznym | 1:25:50,2 h | +9:57,9 min  | Władimir Smirnow              |
| 40.     | 28 lutego | 1999 | Ramsau      | 50 km stylem klasycznym | 2:34:43,4 h | +16:34,7 min | Mika Myllylä                  |

### Puchar Świata

#### Miejsca w klasyfikacji generalnej
- sezon 1994/1995: 90.
- sezon 1997/1998: 90.